# Wola Jasienicka
Wola Jasienicka est une localité polonaise de la gmina de Jasienica Rosielna, située dans le powiat de Brzozów en voïvodie des Basses-Carpates.